# 歪みシリコン
歪みシリコン（ひずみシリコン）は、半導体演算素子の高速化技術の1つである。シリコン結晶の表面の半導体を構築する部分だけを層状に、シリコン原子同士の間隔を広くした結晶構造であり、その技術とそれから得られるウェハー製品である。シリコン結晶内のシリコン原子同士の間隔が広がることで、自由電子の有効質量が小さくなり、これらの電子が移動しやすくなる。電子の移動度が向上することで半導体素子の高速動作が可能となり抵抗値の減少によって消費電力も少なくなる。通常は表面の面内方向に対し等方的な歪み、つまり2軸性歪みとなる。

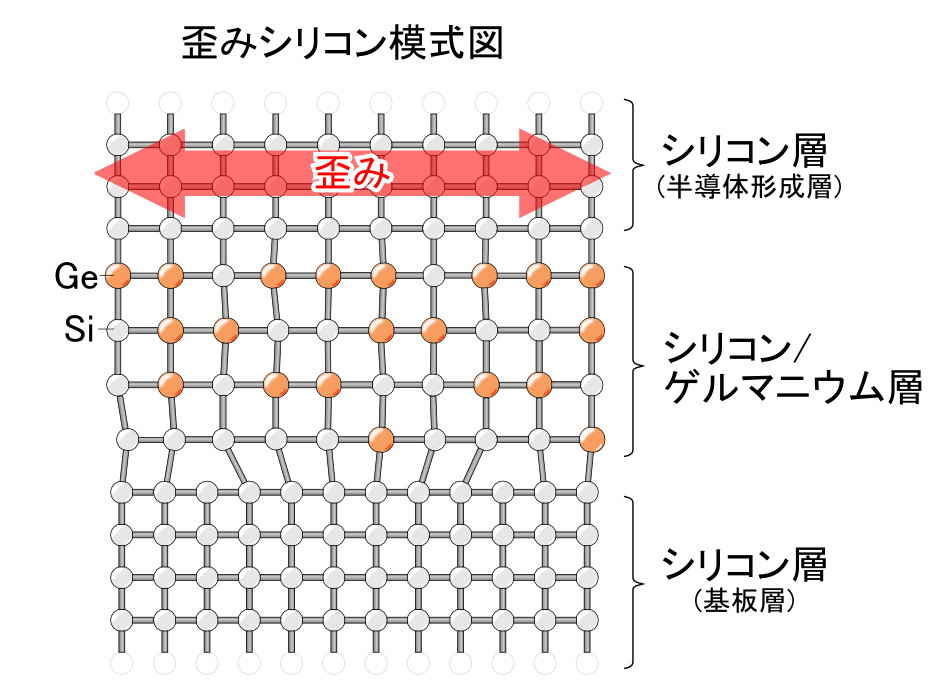
歪みシリコンの結晶配列モデル
図はシリコン・ウェハーの断面を横方向から見た場合の結晶配列を表す。
図の上側が半導体回路が構築されるシリコン・ウェハーの表面になり、下側がシリコン・ウェハーの内部になる。中央の層にゲルマニウムとシリコンの共晶組織が作られる。図の手前方向と奥方向にも結晶は並んでいる。
ゲルマニウム原子の結晶間隔が広いために、その上に構築されるシリコン層もそれに引きずられて結晶間隔が広がる。シリコンと共晶される元素は、ゲルマニウムに限定される訳ではない。

基本的な製造方法は、通常のシリコンウェハーを土台として、その上にゲルマニウムを添加したシリコン（シリコンゲルマニウム）を薄く結晶成長させ、その上にさらにシリコン結晶層を築くことである。歪みシリコン加工による一般的な効果は、動作速度が十数%程度向上する点である。21世紀初頭現在の歪みシリコン加工の用途は、高速演算性能が特に求められるPC用や携帯電子機器用のデジタル演算用半導体製品である。用途を制限する要因は、歪みシリコン加工のウェハーのコスト、および当該ウェハーを利用した際の製造技術の複雑さである。すなわち、ウェハーは、歪みシリコン加工自体が加工雰囲気と純度を高度に調整しながら結晶層を成長させる技術や手間が必要となるため高価となる。また、ウェハーを利用する回路の製造手法は、ウエハー上に回路素子を構築する過程でのシリコン回路側へのゲルマニウムの熱拡散を防止する等の工夫が必要となるため複雑となる。
歪みシリコンのアイデアは、2001年のVLSIシンポジウムで米IBM社が2件の論文を発表したことが最初とされる。
Intelは2003年に、この歪シリコンを利用した「P1262」プロセスを発表、実用化を開始した。
2018年、既に部分的に実用化が進んではいるが、各素子ごとでのばらつきが大きく、より大口径、高品質な単結晶バルクの製造が望まれる。